# Jezioro Rosochate
Jezioro Rosochate (także Brzegi) – jezioro na Równinie Drawskiej, położone w województwie zachodniopomorskim, w powiecie choszczeńskim, w gminie Bierzwnik, w Puszczy Drawskiej. 
Powierzchnia zbiornika wynosi 26,02 ha. Jezioro ma maksymalną głębokość 1,4 m. 
Zbiornik znajduje się w zlewni Mierzęckiej Strugi.
Jezioro Rosochate jest otoczone lasem Puszczy Drawskiej. Na południe od jeziora znajduje się jezioro Smolary.
Jezioro Brzegi to jedno z najbardziej malowniczych jezior znajdujących się w nadleśnictwie Bierzwnik, zasilane strugą prowadzącą od jeziora Kile Mile. 
Częściowo trudno dostępne, zachodnia linia brzegowa jeziora bardzo bagnista, można tam spotkać ciekawe okazy ptaków, na łąkach Malczewskich pojawiają się czarne bociany, które przylatują tam na łowy z okolic Kruczaja. 
Wieczorami można zaobserwować sarny, jelenie a w pasie przybrzeżnym taplają się dziki. 
W północno-wschodniej części jeziora natkniemy się na pozostałości osady leśnej Roskatenwerder, zachowały się mury budynków mieszkalnych i gospodarczych, a w okolicach pozostał ślad po transformatorze, który przekazywał prąd do pobliskiej osady Czapliska (niem. Wasserwerder).
Okolice zgliszczy porastają bzy i mahonia pospolita. 
Obiekty te zostały spalone przez armię radziecką w 1945 roku.